# Bisha
bisha（びしゃ）は、日本の歌手、所属事務所はBlue Boat Beans。J-POPを歌う女性シンガーとして2015年5月27日に日本クラウンよりメジャーデビュー。

## 略歴
- 2011年7月　渋谷C.C.Lemonホールにて開催された「がんばろう日本～チャリティー・イベント」に出演
- 2012年1月　ハリウッドアーティストのKary Sitのジャパンツアーにボディーダブルとして7公演を共演
- 2013年4月　映画「ランナウェイ・ゲーム逃走遊戯～」劇中挿入歌タイアップ
- 2015年5月　日本クラウンよりメジャーデビュー

## ディスコグラフィー
- 2015年5月27日：シングル「いつか」※オリコン圏外